# Loss Portfolio Transfer
Der Loss Portfolio Transfer (Abkürzung LPT, von englisch loss für „Schaden“, portfolio für „Bestand, Portfolio“ und transfer für „Übertragung, Transfer“) ist eine Möglichkeit zur Übertragung des Schadenportfolios von einer Partei zu einer anderen.

## Eigenschaften und Besonderheiten
Rückstellungen eines Versicherungsunternehmens, z. B. einer Captive, werden gegen Zahlung eines fixen Betrages an einen Erstversicherer oder Rückversicherer übertragen. Damit erfolgt bei der Captive unter anderem die Umwandlung von Natur aus variabler Rückstellungen in fixe Kosten, und langfristige Verbindlichkeiten werden aus der Bilanz herausgelöst. Mit einem LPT erfüllt die Captive alle Ansprüche aus ihren Versicherungsverträgen, ohne die Schadensabwicklung weiter führen zu müssen.

## Arten
- Übertragung von Rückstellungen (englisch: commutation): Der Erstversicherer stimmt zu, dass ihm der Rückversicherer, z. B. eine Captive, die verbleibenden Verbindlichkeiten aus früheren Versicherungsjahren zurück überträgt. Der Rückversicherungsvertrag wird durch das commutation agreement rückgängig gemacht, der Erstversicherer ist nicht mehr rückversichert. Vertragspartner sind Erstversicherer und Rückversicherer.
- Neuerung oder Schuldersetzung (englisch: Novation): Der Erstversicherer stimmt zu, dass ihm ein neuer Rückversicherer die Ansprüche aus früheren Rückversicherungsverträgen, z. B. mit einer Captive, garantiert. Mit dem novation agreement überträgt somit die Captive ihre Rückstellungen mit Zustimmung des Erstversicherers an den neuen Rückversicherer. Der neue Rückversicherer übernimmt hier die Rolle der Captive. Vertragspartner sind Erstversicherer, alter und neuer Rückversicherer.

## Mögliche Gründe für einen LPT
- Vorbereitung auf eine Fusion
- Planung einer Übernahme oder Abspaltung von Unternehmensteilen
- Auflösung eines Unternehmensteiles
- Standortverlagerung

## Praktische Anwendung
In Verbindung mit Solvency II  (erhöhte Kapitalanforderungen, umfangreichere regulatorische Informationspflicht) lassen sich bei Captives vermehrt Aktivitäten beobachten, die auf einen LPT abzielen.